# レーズンパン
レーズンパン（英: raisin bread）あるいは、ぶどうパン（葡萄パン）とは、パン生地にレーズン（干しブドウ）を入れて焼いたパン。
国ごと、地域ごとにさまざまなレーズンパンがあり、パン生地も工程も形も異なっている。地域ごとに独特の名前、特有の名前で呼ばれている場合もある。

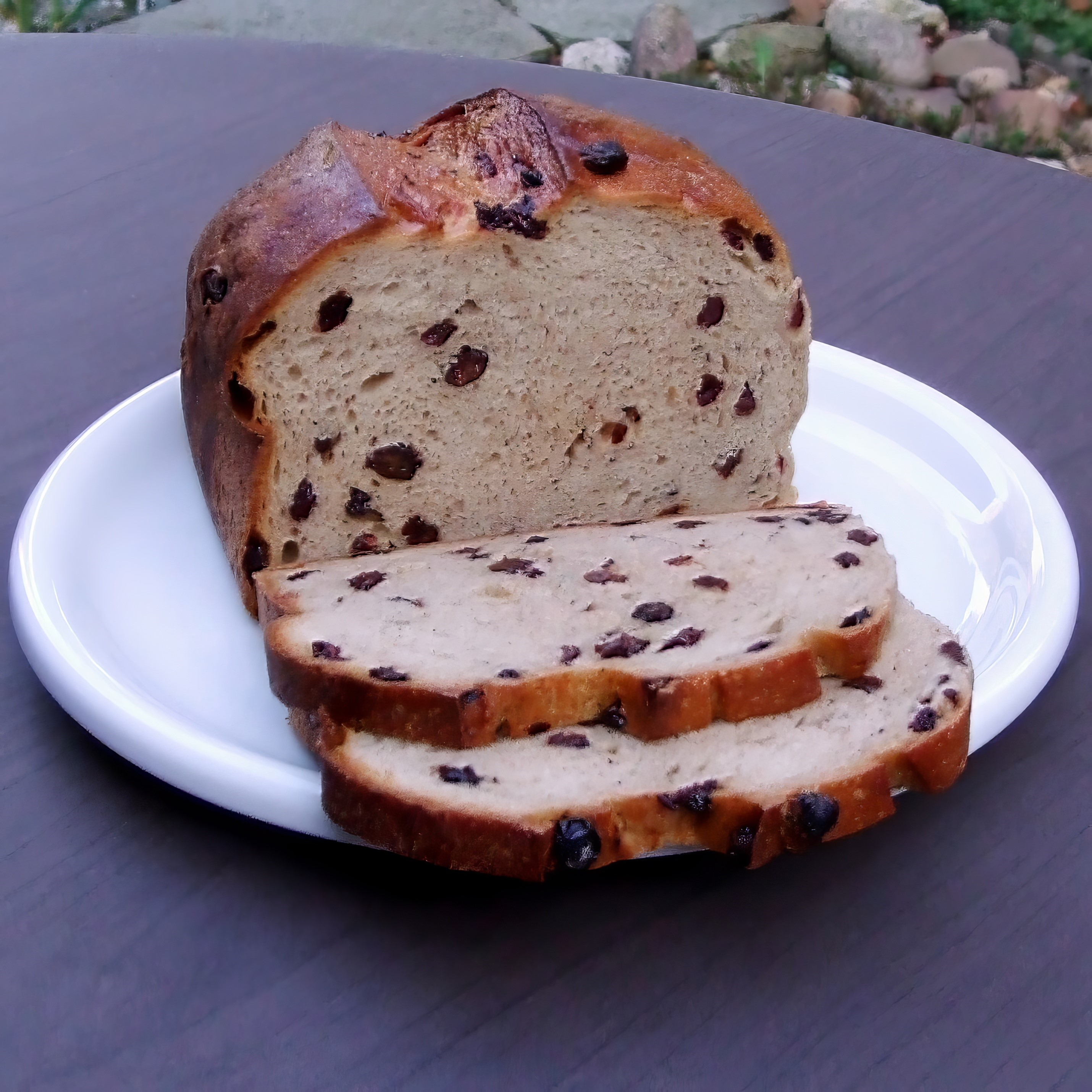
Onjeschwedde（Ongeschweddeとも）は、ドイツのノルトライン＝ヴェストファーレン州のライト市Rheydtの旧市街（現在はメンヒェングラートバッハの一部）の特産パン。
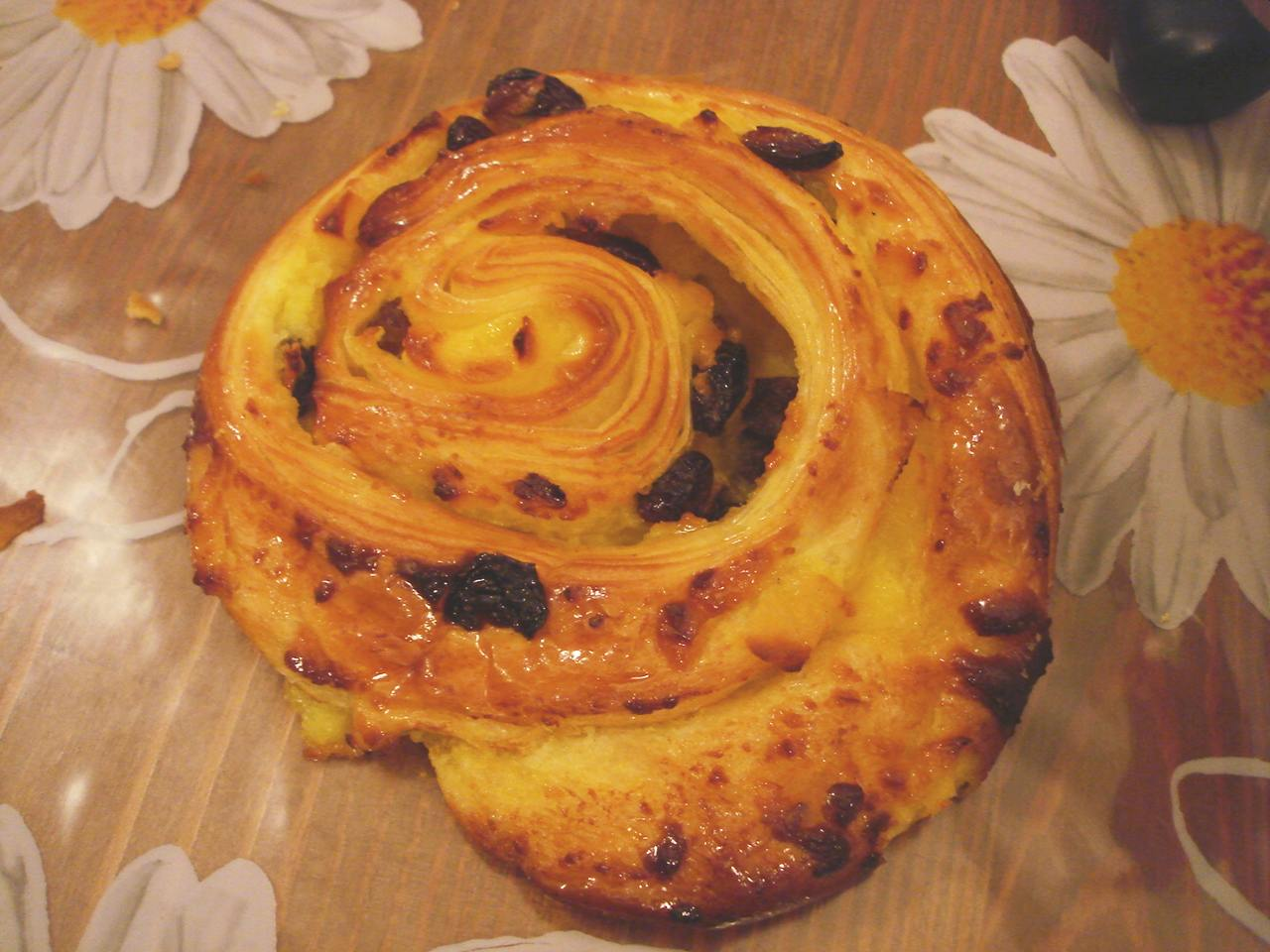
フランスでパン・オ・レザン（pain aux raisins）と言うと、ロールしてから焼くのが圧倒的な定番。朝食やおやつで食べる。
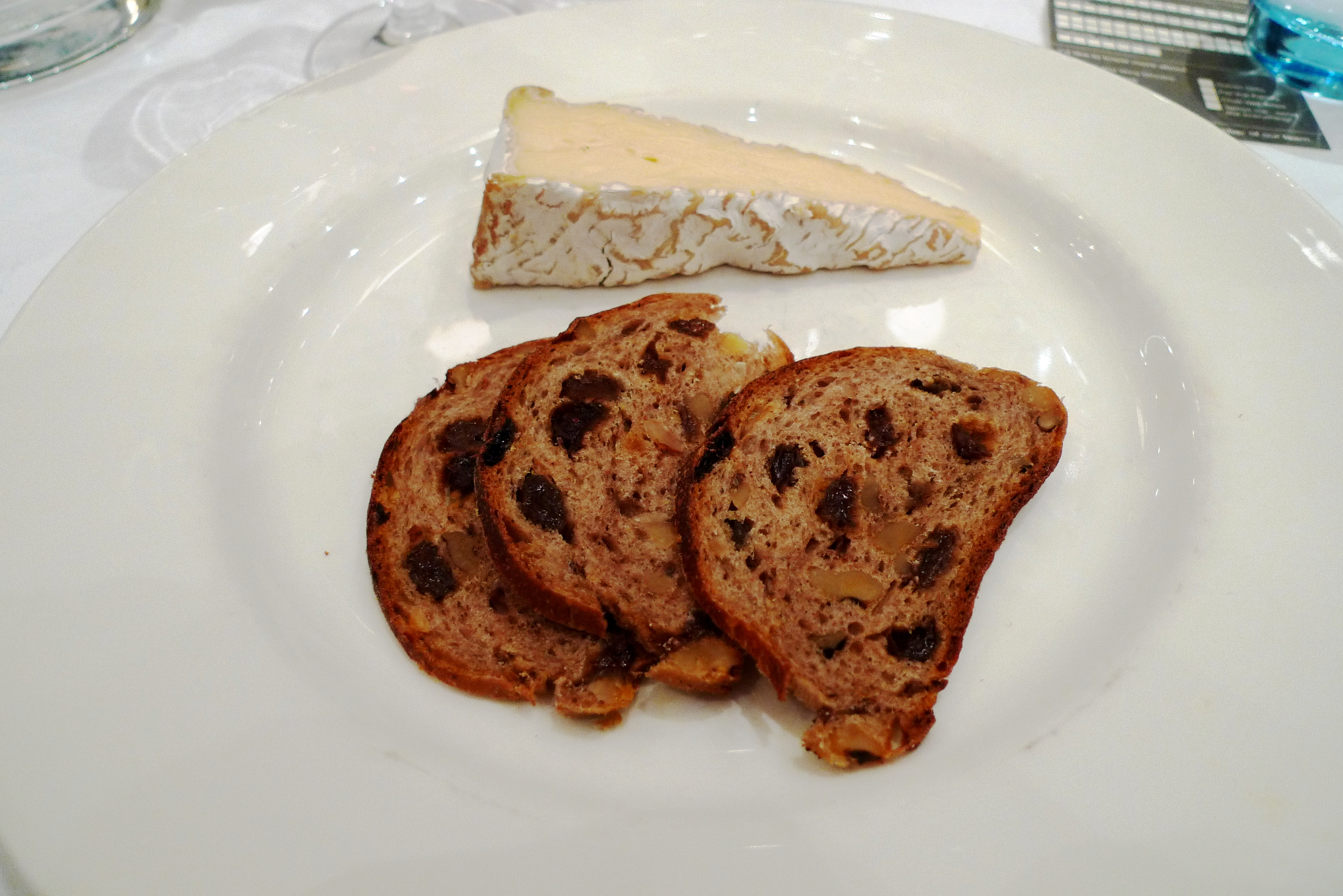
イギリス、ロンドンのやや高級なレストランで出されたレーズンパンとブリーチーズ。
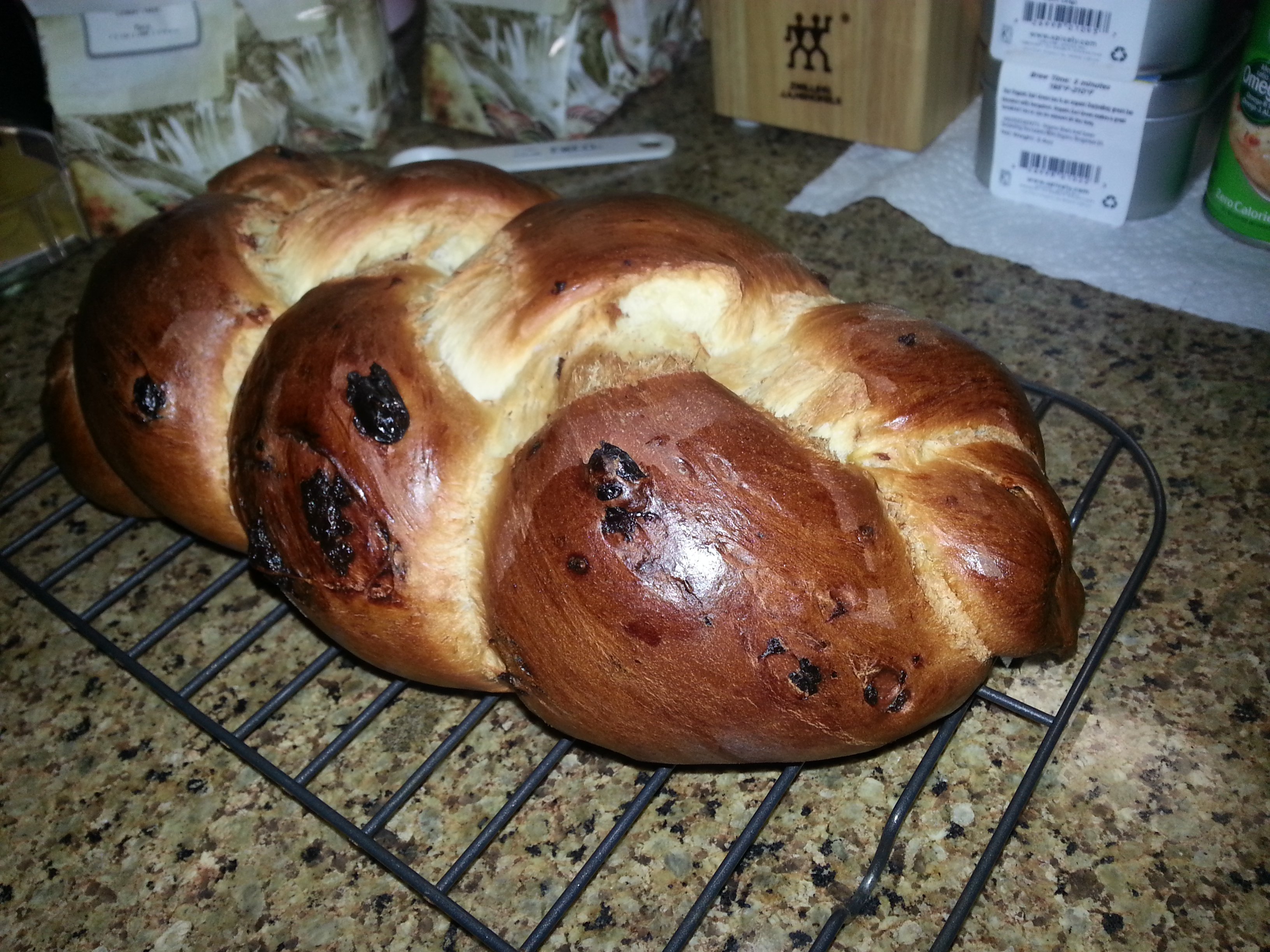
米国サンフランシスコで販売されたハッラーというパンのレーズン入りタイプ。
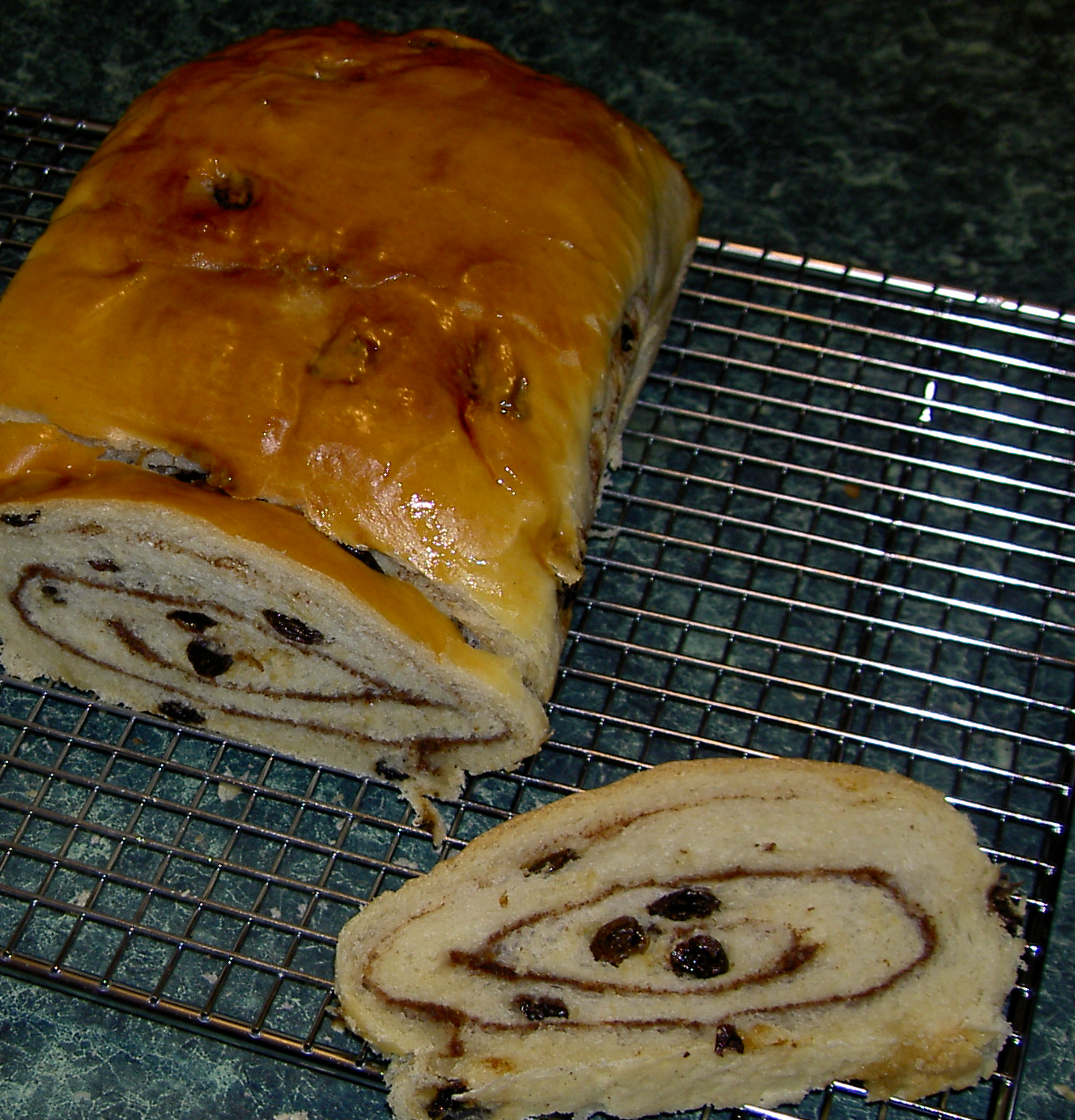
パン生地にレーズンを練りこんでロールして、カットせずに焼くタイプ
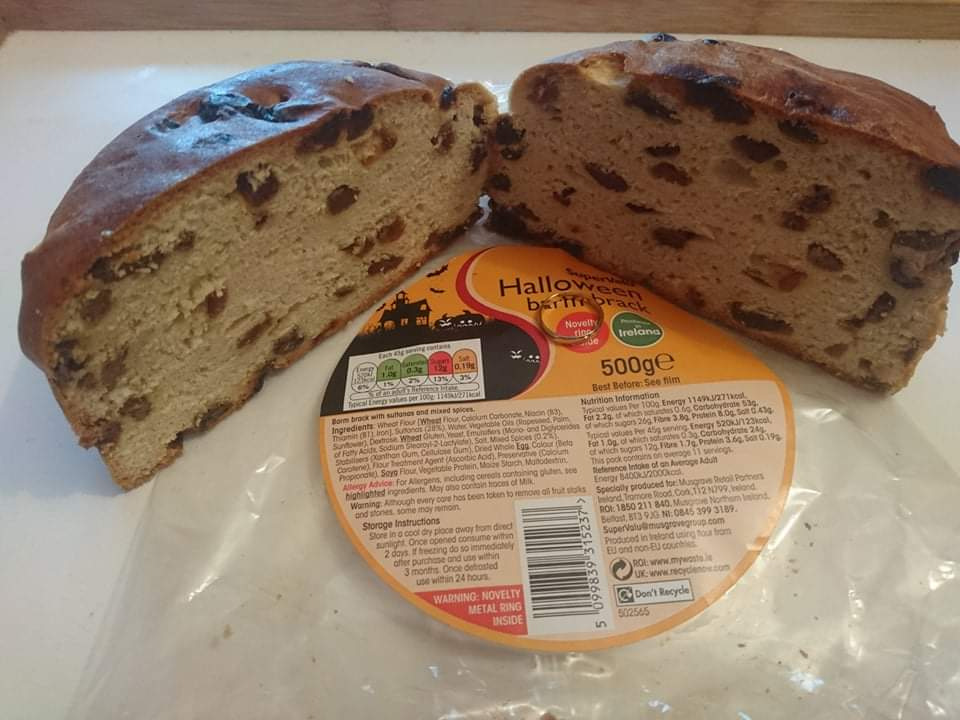
アイルランドの量販店で売られているバームブラックというフルーツパン。レーズンとは限らないが、レーズンが入ったタイプも多く、これはそのレーズン入りタイプ。ハロウィーンの時期に出回るという。
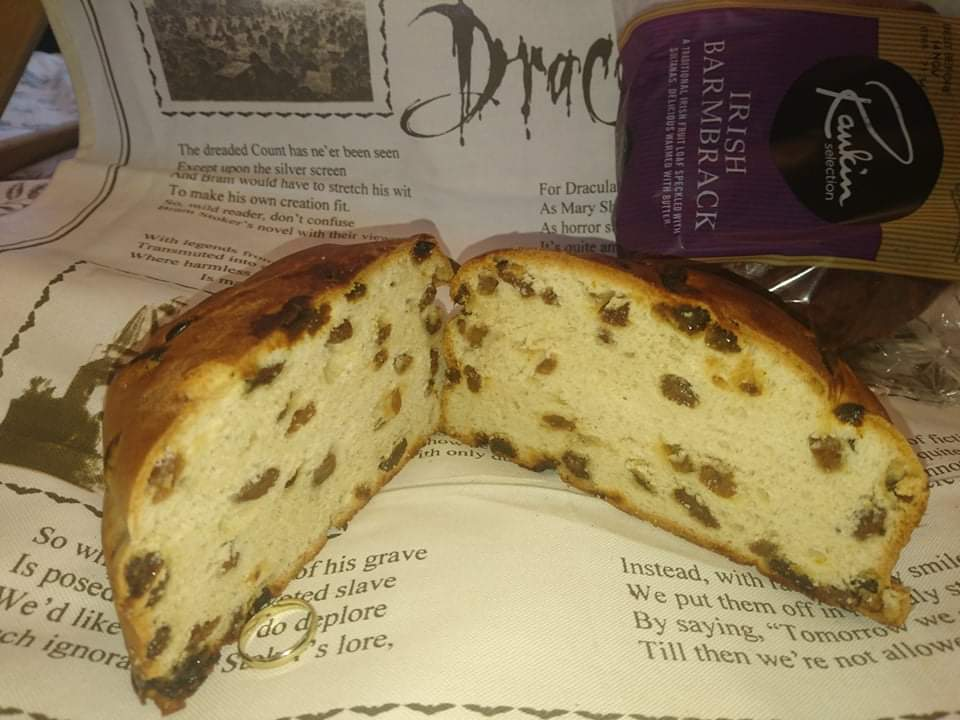
同じくアイルランドのバームブラックの市販品。
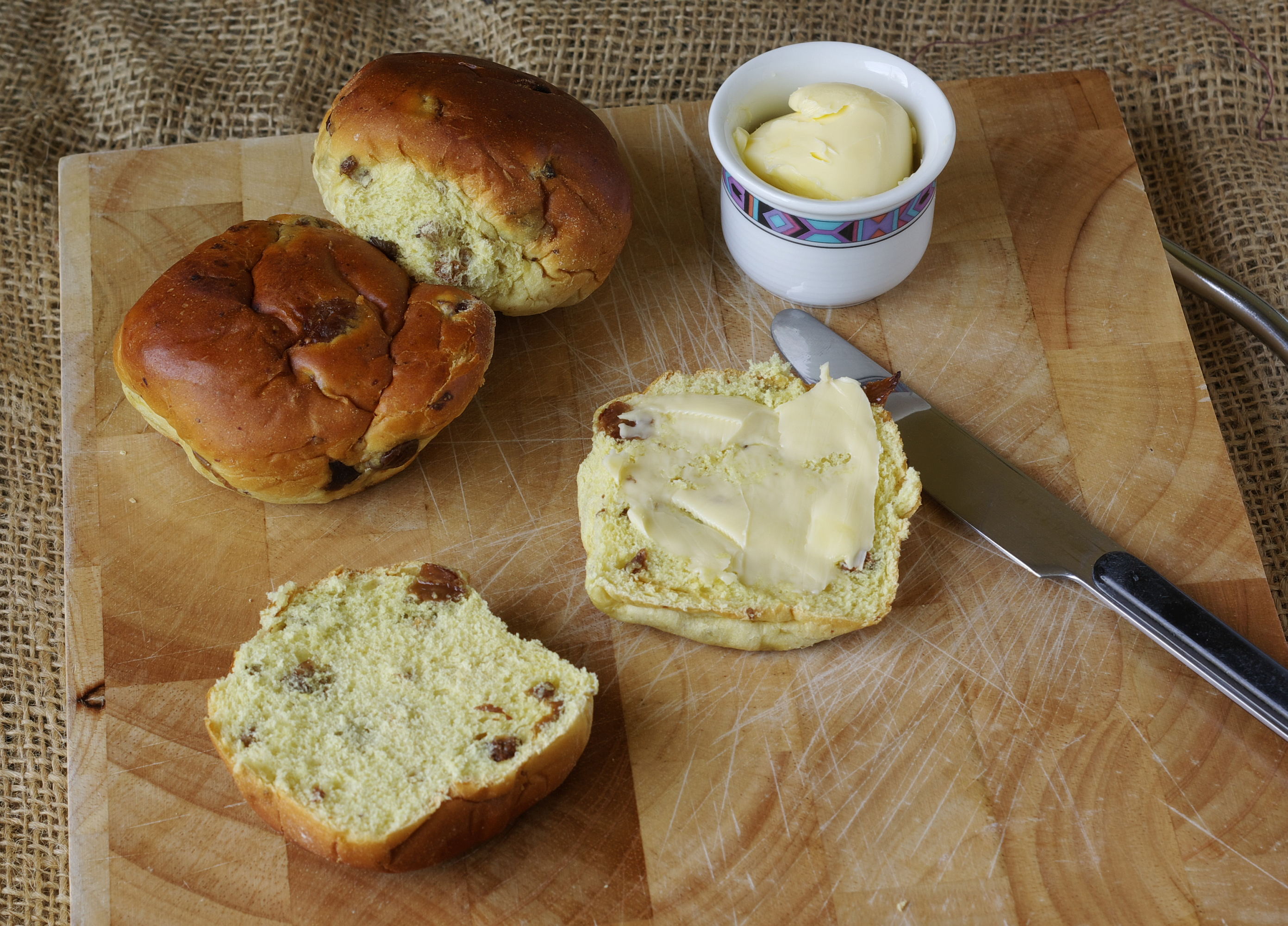
一般にレーズンロールと呼ばれているタイプ。
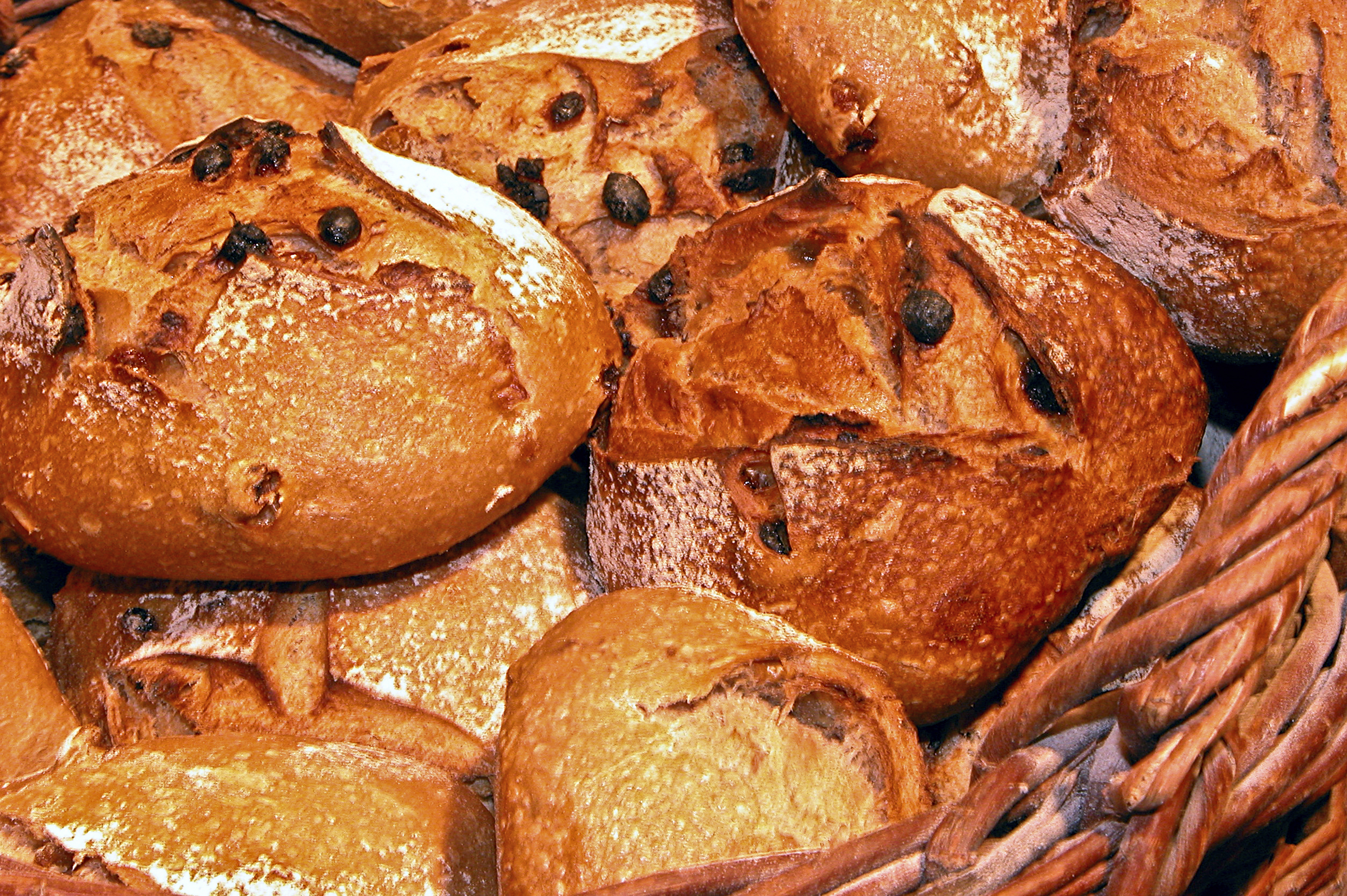
ウィーンで売られているレーズンパン。
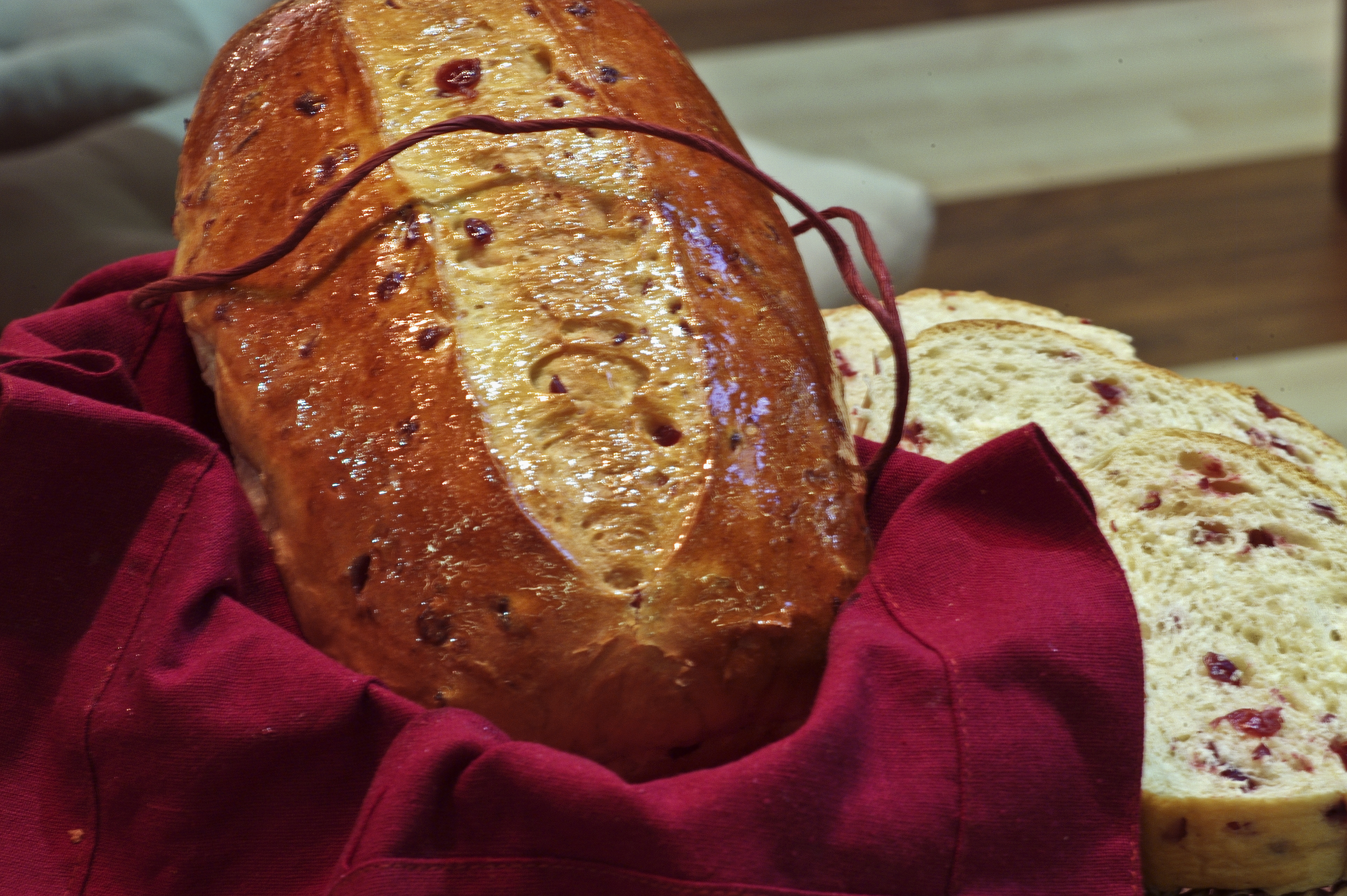
ウィーンのレーズンパン。